# باتريك كونلي
باتريك كونلي (بالإنجليزية: Patrick Conley)‏ وهو صحفي ومؤرخ إعلامي ألماني. درسس في مدينة فرانكفورت وبلنسية وبرلين وحصل على درجة الدكتوراه من جامعة توبنغن. عمل مؤلفاً ومحرراً بالأساس في شبكة محطات ARD وكذلك في غرونر + ياهر.

## من أعماله
- Die vergessene Tradition. Eine Erinnerung an den Philosophen Ernst Cassirer. Hessischer Rundfunk (Abendstudio), 9. April 1995.
- Tonträgerverzeichnis der DDR-Features (ط. 2). Askylt. 1999. ISBN:3-9807372-0-9. OCLC:49385244. مؤرشف من الأصل في 2016-03-04.
- Der parteiliche Journalist. برلين: Metropol. 2012. ISBN:978-3-86331-050-9. OCLC:793750091.